# Eendracht Maakt Macht (Meterik)
De Eendracht Maakt Macht is een beltmolen en staat in het Limburgse dorpje Meterik bij Horst.

## Bouw van de molen
De molen werd in 1898-1899 gebouwd door Jan Wijnhoven uit Venray. De molen werd op een perceel bouwland van Jan Drabbels. Het geld voor de bouw werd bijeen gebracht door de inwoners van de buurtschap Schadijk.

## Geschiedenis van de molen
De onderdelen voor de bouw kwamen van een eerder afgebroken molen uit Zuid-Holland die uit het jaar 1798 dateerde. Dit jaartal staat nog steeds op de baard van de molen vermeld. Pas veel later na een onderzoek kwam men erachter dat de molen niet afkomstig was uit de omgeving van Rotterdam, maar dat het gaat om een voormalige poldermolen van de Nieuwkoopse droogmakerij te Ter Aar.

## Oorlogsschade en het herstel
Tijdens de Tweede Wereldoorlog (in 1944) raakte de molen zwaar beschadigd; hij werd in 1949-1950 gerestaureerd. Ook werd de molen toen voorzien van Van Bussel Stroomlijnwieken. Op 24 juni 1950 werd de molen weer in bedrijf gesteld.

## Tegenwoordig gebruik
In 1975 kocht de toenmalige gemeente Horst de molen op om die voor sloop te behoeden. In 1994 ging de molen over naar de stichting Molen Eendracht Maak Macht. Tegenwoordig kunnen bezoekers nog steeds het maalproces in werkelijkheid meemaken.